# Władysław Jan Jasiński
Władysław Jan Jasiński, ps. Jędruś, Kmitas (ur. 18 sierpnia 1909 w Sadkowej Górze koło Borowej, zm. 9 stycznia 1943 w Trzciance koło Osieka) – nauczyciel polski, instruktor harcerski, dowódca grupy dywersyjno-bojowej „Jędrusie” w czasie II wojny światowej.

## Życiorys
Był synem Piotra (nauczyciela) i Marii z Halardzińskich. Uczęszczał do gimnazjum w Mielcu, gdzie zdał maturę w 1929 roku. Od czasów gimnazjalnych działał w harcerstwie. Po maturze pracował jako nauczyciel w Albinówce na Wileńszczyźnie, następnie podjął studia – początkowo historyczne na Uniwersytecie Jagiellońskim, potem prawnicze na Uniwersytecie Warszawskim. Dyplom magistra praw uzyskał w 1938 roku. W czasie studiów uprawiał wioślarstwo w ramach Akademickiego Związku Sportowego, został również działaczem Związku Młodej Polski, organizacji młodzieżowej Obozu Zjednoczenia Narodowego. W 1938 roku został nauczycielem gimnazjum w Tarnobrzegu. Był jednocześnie komendantem Związku Młodej Polski na terenie Centralnego Okręgu Przemysłowego.
Po wybuchu II wojny światowej brał udział w obronie Tarnobrzega, następnie włączył się w działalność konspiracyjną. Prawdopodobnie już wiosną 1939 roku ukończył specjalny kurs działań dywersyjnych na wypadek wojny. Stworzył młodzieżową Polską Organizację Powstańczą, zrzeszającą uczniów gimnazjum, harcerzy, członków Związku Młodej Polski, a także działaczy wiejskich. Od grudnia 1939 roku wydawał konspiracyjne pismo „Wiadomości Radiowe”, wydawane następnie jako tygodnik pod tytułem „Odwet”. Nazwą „Odwet” zaczęła się również posługiwać organizacja kierowana przez Jasińskiego (od 10.03.1940).
W marcu 1941 roku organizacja została wykryta i rozbita przez Niemców. Jasiński uniknął aresztowania i przeniósł działalność na Sandomierszczyznę, gdzie w kwietniu 1941 roku powołał do życia grupę bojowo-dywersyjną. Od pseudonimu dowódcy przyjęła ona nazwę „Jędrusie”; nazwa ta stanowiła przez pewien czas synonim żołnierzy ruchu oporu w centralnej Polsce bez względu na przynależność organizacyjną. Grupa Jasińskiego dokonała wielu akcji, m.in. zajmując niemieckie transporty i magazyny żywności w Mielcu. Wykonywała także wyroki śmierci na konfidentach.
Władysław Jasiński zginął w walce z Niemcami w styczniu 1943 roku w Trzciance, zdradzony przez mieszkańca wsi Tursko Wielkie. Wraz z nim polegli dwaj członkowie jego grupy, Marian Gorycki (pseud. Polikier) i Antoni Toś (pseud. Antek). Został pochowany w zbiorowej mogile „Jędrusiów” w Sulisławicach (powiat Sandomierz). Grupa kontynuowała działalność partyzancką pod dowództwem zastępcy Jasińskiego, Józefa Wiącka (pseud. Sowa), a w październiku 1943 roku została włączona do Armii Krajowej.

## Upamiętnienie i awanse
Został pośmiertnie awansowany do stopnia podporucznika czasu wojny (11 listopada 1943) i odznaczony Orderem Virtuti Militari V klasy (2 października 1944). W Tarnobrzegu został uhonorowany pomnikiem (wraz ze swoim oddziałem). Jego imię noszą ulice w Tarnobrzegu i Mielcu. 

## Życie prywatne
Od 1936 był żonaty ze Stefanią z Antoszów (1906–1983), mieli syna Andrzeja (ur. 1936, inżyniera chemika).

## Ordery i odznaczenia
- Krzyż Srebrny Orderu Virtuti Militari – pośmiertnie[1]